# Гросхаберсдорф
Гросхаберсдорф (нем. Großhabersdorf) — община в Германии, в земле Бавария.
Подчиняется административному округу Средняя Франкония. Входит в состав района Фюрт. Население составляет 4219 человек (на 31 декабря 2010 года). Занимает площадь 35,50 км².
Коммуна подразделяется на 12 сельских округов.

## Население
По оценке на 31 декабря 2015 года население общины Гросхаберсдорф составляет 4029 чел. 

| Дата      | 1840 | 1871 | 1900 | 1925 | 1939 | 1950 | 1961 | 1970 | 1987 | 2011 |
| --------- | ---- | ---- | ---- | ---- | ---- | ---- | ---- | ---- | ---- | ---- |
| Население | 1632 | 1905 | 1743 | 1881 | 1943 | 2776 | 2869 | 3126 | 3429 | 4071 |

| Год       | 1960 | 1970 | 1980 | 1990 | 2000 | 2009 | 2010 | 2011 | 2012 | 2013 | 2014 | 2015 |
| --------- | ---- | ---- | ---- | ---- | ---- | ---- | ---- | ---- | ---- | ---- | ---- | ---- |
| Население | 2830 | 3142 | 3279 | 3579 | 4112 | 4203 | 4219 | 4053 | 4086 | 4052 | 4018 | 4029 |

## Города-побратимы
- Экс-сюр-Вьен (Франция)